# Gyenes Dávid
Gyenes Dávid (Budapest, 1986. április 18. –) magyar labdarúgó.

## Pályafutása
2009-től volt a másodosztályú Vecsés játékosa, 2011-ig. Első tétmérkőzését 2009. április 4-én játszotta, a Kazincbarcika ellen. A 2008–09-es szezonban nyolc mérkőzésen állt a kapuban.
A következő bajnokságban mindössze két találkozón játszott, azonban a 2010–11-es évadban huszonhat bajnokin lépett pályára. A bajnokság végén a Magyar Labdarúgó-szövetség őt választotta meg az Év kapusának az NB II keleti csoportjában.
2011 augusztusában a Ferencvároshoz szerződött. A csapat trénere az a Détári Lajos, akivel 2011 tavaszán Vecsésen már dolgozott együtt. A mezszáma a 28-as lett. A magyar első osztályban szeptember 11-én a Zalaegerszegi TE ellen debütált. A mérkőzésen nem kapott gólt (2–0). A 2011–12-es bajnokságban nyolc forduló alatt ő volt a negyedik kapus aki pályára lépett a Ferencváros csapatában.

## Sikerei, díjai
- Vecsés:
  - Az év kapusa (NB II): 2010–11